# فولوديمير زيلينسكي
فولوديمير أوليكساندروفيتش زيلينسكي (بالأوكرانية: Володимир Олександрович Зеленський) (مواليد 25 يناير 1978) هو رجل دولة أوكراني وممثل وكوميدي سابق يشغل منصب رئيس أوكرانيا منذ عام 2019. حصل على اعتراف عالمي كزعيم لأوكرانيا في زمن الحرب خلال الغزو الروسي لأوكرانيا.
نشأ زيلينسكي في كريفي ريه، وهي منطقة ناطقة بالروسية في جنوب شرق أوكرانيا. قبل عمله في التمثيل، حصل زيلينسكي على شهادة في القانون من جامعة كييف الوطنية للاقتصاد. ثم تابع الكوميديا وأنشأ شركة الإنتاج Kvartal 95، التي تنتج الأفلام والرسوم المتحركة والبرامج التلفزيونية بما في ذلك مسلسل خادم الشعب، والتي لعب فيها زيلينسكي دور رئيس أوكرانيا. بُث المسلسل من عام 2015 إلى عام 2019 وكان يحظى بشعبية كبيرة. أنشأ موظفو Kvartal 95 حزبًا سياسيًا يحمل نفس اسم المسلسل التلفزيوني - خادم الشعب-في مارس 2018.
أعلن زيلينسكي ترشحه للانتخابات الرئاسية الأوكرانية لعام 2019 مساء 31 ديسمبر 2018، إلى جانب خطاب ليلة رأس السنة للرئيس بترو بوروشنكو على قناة 1+1 التلفزيونية. وكان قد أصبح بالفعل أحد المرشحين الأوائل في استطلاعات الرأي للانتخابات، وهو من خارج الوسط السياسي. وفاز في الانتخابات بنسبة 73.2 في المائة من الأصوات في الجولة الثانية، متغلبا على بوروشنكو.
كرئيس، كان زيلينسكي من دعاة الحكومة الإلكترونية والوحدة بين الأجزاء الناطقة باللغة الأوكرانية والروسية من سكان البلاد. أسلوب التواصل الخاص به يستخدم وسائل التواصل الاجتماعي بشكل كبير، ولا سيما انستغرام. حقق حزبه فوزًا ساحقًا في انتخابات تشريعية مبكرة أجريت بعد وقت قصير من تنصيبه رئيسًا . خلال فترة إدارته، أشرف زيلينسكي على رفع الحصانة القانونية لأعضاء البرلمان الأوكراني، واستجابة البلاد لوباء كوفيد-19 وما تلاه من ركود اقتصادي، وبعض التقدم في التصدي للفساد. يزعم منتقدو زيلينسكي أنه في انتزاع السلطة من القلة الأوكرانية، سعى إلى مركزية السلطة وتعزيز موقفه الشخصي.
ووعد زيلينسكي بإنهاء الصراع الذي طال أمده مع روسيا كجزء من حملته الرئاسية، وحاول الدخول في حوار مع الرئيس الروسي فلاديمير بوتين. واجهت إدارة زيلينسكي تصعيدا في التوترات مع روسيا في عام 2021، وبلغت ذروتها في إطلاق غزو روسي واسع النطاق في فبراير 2022. إستراتيجية زيلينسكي أثناء حشد الجيش الروسي كانت تهدئة الشعب الأوكراني وطمأنة المجتمع الدولي بأن أوكرانيا لا تسعى للانتقام. وفي البداية نأى بنفسه عن التحذيرات من حرب وشيكة، بينما دعا أيضاً إلى تقديم ضمانات أمنية ودعم عسكري من حلف شمال الأطلسي «لمواجهة» التهديد. وبعد بداية الغزو، أعلن زيلينسكي الأحكام العرفية في مختلف أنحاء أوكرانيا والتعبئة العامة.

## النشأة
ولد فولوديمير أوليكساندروفيتش زيلينسكي لأبوين يهوديين في 25 يناير 1978 في كريفي ريه، حينها جمهورية أوكرانيا الاشتراكية السوفيتية. والده، أوليكسندر زيلينسكي، هو أستاذ ورئيس قسم علم التحكم والاتصال وأجهزة الحوسبة في معهد كريفي ريه للاقتصاد. والدته ريما زيلينسكا كانت تعمل مهندسة. جده، سيميون (سيمون) إيفانوفيتش زيلينسكي، خدم في الجيش الأحمر (في فرقة البنادق الآلية الحرس 57) خلال الحرب العالمية الثانية. قتل والد سيميون وثلاثة من أشقاءه في الهولوكوست. قبل بدء المدرسة الابتدائية، عاش زيلينسكي لمدة أربع سنوات في مدينة إردينيت المنغولية، حيث كان والده يعمل. وفي السادسة عشرة من عمره اجتاز اختبار اللغة الإنجليزية كلغة أجنبية وحصل على منحة تعليمية للدراسة في إسرائيل لكن والده لم يسمح له بالذهاب وحصل فيما بعد على درجة الحقوق من معهد كريفيي ريه للاقتصاد، ثم أحد أقسام الجامعة الاقتصادية الوطنية في كييف، وهو الآن جزء من جامعة كريفي ريه الوطنية، لكنه لم يمضي إلى العمل في المجال القانوني.

## عمله في المجال الترفيهي
انضم في سن السابعة عشر إلى فريق كي في إن المحلي وسرعان ما دعي للانضمام إلى الفريق الأوكراني الموحد (Zaporizhia-Kryvyi Rih-Transit) الذي قدم عرضًا في دوري كي في إن الرئيسي وفاز في النهاية في عام 1997. أسس وترأس في العام نفسه فريق كفارتال-95 الذي تحول لاحقًا إلى فريق كفارتال-95 الكوميدي. قدم فريق كفارتال-95 بين عامي 1998 و2003 عروضًا في الدوري الرئيسي وفي أعلى دوري أوكراني مفتوح للكي في إن، أمضى أعضاء الفريق الكثير من الوقت في موسكو وتجولو باستمرار في دول ما بعد الاتحاد السوفييتي. في عام 2003، بدأ كفارتال-95 بإنتاج برامج تلفزيونية لقناة 1+1 التلفزيونية الأوكرانية، وفي عام 2005، انتقل الفريق إلى قناة أنتر التلفزيونية الأوكرانية.
أدى في عام 2008، دور البطولة في الفيلم الرئيسي لوف إن أ بيغ سيتي (الحب في مدينة كبيرة)، وفيلم (لوف إن أ بيغ سيتي2) الذي كان تكملة له. استمر زيلينسكي في مسيرته السينمائية من خلال فيلم (أوفيس رومانس. أور تايم) في عام 2011 وفيلم (رجيفسكي فيرسس نابليون) في عام 2012. تم إطلاق فيلم (لوف إن أ بيغ سيتي3) في يناير 2014. لعب زيلينسكي أيضًا الدور الرئيسي في فيلم (8 فيرست ديتس) الذي أطلق عام 2012، وتم إنتاج التكملة في عامي 2015 و2016.
كان زيلينسكي عضوًا في مجلس إدارة قناة إنتر التلفزيونية والمنتج العام منذ عام 2010 حتى عام 2012.
في أغسطس عام 2014، عارض زيلينسكي نية وزير الثقافة الأوكراني في حظر الفنانين الروس من أوكرانيا. حظرت أوكرانيا الفنانين الروس والأعمال الروسية الثقافية الأخرى من دخول أوكرانيا منذ عام 2015. في عام 2018، حُظر الفيلم الرومنسي الكوميدي لوف إن أ بيغ سيتي2 من بطولة زيلينسكي في أوكرانيا.
بعد أن أوردت وسائل الإعلام الأوكرانية أن كفارتال-95 التابعة لزيلينسكي تبرعت خلال الحرب في دونباس بمليون هريفينيا للجيش الأوكراني، رفع بعض السياسيين والفنانين الروس عريضة لحظر أعماله في روسيا. عارض زيلينسكي مجددًا نية وزير الثقافة الأوكراني في حظر الفنانين الروس من أوكرانيا.
في عام 2015، أصبح زيلينسكي نجم المسلسل التلفزيوني الشعبي خادم الشعب، حيث لعب فيه دور رئيس أوكرانيا. كانت شخصية زيلينسكي في المسلسل هي مدرسٌ لمادة التاريخ في مدرسة ثانوية في الثلاثينات من عمره، يفوز في الانتخابات الرئاسية بعد انتشار فيديو له يظهر فيه وهو يصرخ ضد الفساد الحكومي في أوكرانيا.
تم حظر مسلسل زيلينسكي الكوميدي الذي حمل عنوان سفاتي، إن لوز، من العرض في أراضي أوكرانيا في عام 2017. تم رفع الحظر في مارس عام 2019.
عمل زيلينسكي في الغالب في الإنتاج باللغة الروسية. كان أول دور له باللغة الأوكرانية في الكوميديا الرومنسية «أنا، أنت، هو، هي»، الذي عرض على الشاشات الأوكرانية في ديسمبر عام 2018. كانت النسخة الأولى من السيناريو مكتوبة باللغة الأوكرانية لكنها تُرجمت إلى الروسية من أجل الممثلة الليتوانية أغني غروديت. ثم تمت دبلجة الفيلم إلى الأوكرانية.

## بداية الحياة السياسية
تم إنشاء الحزب السياسي خادم الشعب في مارس 2018 من قبل أشخاص من شركة الإنتاج التلفزيوني Kvartal 95، والتي أنشأت أيضا المسلسل التلفزيوني الذي يحمل نفس الاسم.
في مقابلة مع دير شبيغل في مارس 2019، صرح زيلينسكي أنه ذهب إلى السياسة لاستعادة الثقة في السياسيين وأنه يريد «جلب أشخاص محترفين ومحترمين إلى السلطة» و«يود حقا تغيير مزاج وطابع المؤسسة السياسية، قدر الإمكان».
بداية من 31 ديسمبر 2018، قاد زيلينسكي حملة رئاسية ناجحة شبه افتراضية لعزل الرئيس بيترو بوروشينكو، في غضون ثلاثة إلى أربعة أشهر فقط. فاز زيلينسكي بكل من الجولة الأولى من الانتخابات في 31 مارس، وانتخابات الإعادة في 21 أبريل 2019. وكان أحد وعود زيلينسكي في حملته الانتخابية الرئاسية أنه لن يخدم سوى فترة ولاية واحدة في منصبه (أي خمس سنوات).

## الرئاسة

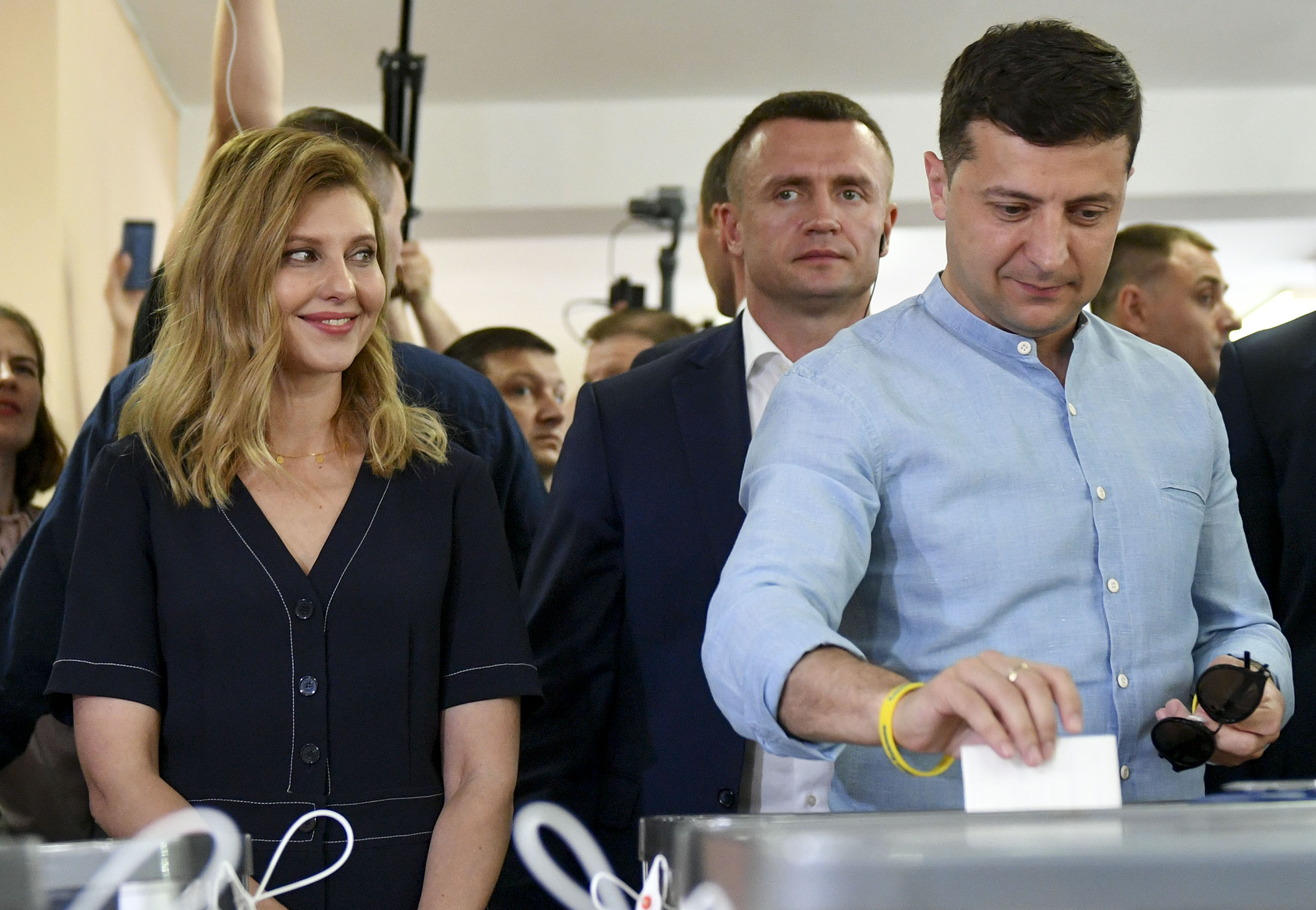
زيلينيسكي يصوت في انتخابات 2019

تم تنصيب زيلينسكي في 20 مايو 2019. حضر العديد من المسؤولين الأجانب الحفل في المجلس الأعلى الأوكراني، بما في ذلك سالوميه زورابيشفيلي رئيسة جورجيا، وكيرستي كاليولايد رئيسة إستونيا، وريموندز فيجونس رئيس لاتفيا، وداليا غريباوسكايتي رئيسة ليتوانيا، ويانوش أدير رئس المجر، وماروش شيفوفيتش وريك بيري. زيلينسكي هو أول رئيس يهودي لأوكرانيا. مع فولوديمير غرويسمان كرئيس للوزراء، أصبحت أوكرانيا الدولة الثانية التي يوجد بها رئيس يهودي ورئيس وزراء. في خطابه الافتتاحي، حل زيلينسكي البرلمان الأوكراني آنذاك ودعا إلى انتخابات برلمانية مبكرة. عارضت الجبهة الشعبية، إحدى شركاء زيلينسكي في الائتلاف، هذه الخطوة وانسحبت من الائتلاف الحاكم.
عين زيلينسكي أندري بوهدان رئيسًا لمكتب رئيس أوكرانيا. قبل ذلك، كان بوهدان محامي إيهور كولومويسكي. بموجب قواعد التطهير في أوكرانيا، التي تم تقديمها في عام 2014 بعد إحتجاجات الميدان الأوروبي، لا يحق لبوهدان تولي أي منصب حكومي حتى عام 2024. ومع ذلك، أكد بوهدان أنه نظرًا لأن رئاسة مكتب رئيس أوكرانيا لا تعتبر من أعمال الخدمة المدنية، فإن التطهير لا ينطبق عليه. عدد من أعضاء الإدارة الرئاسية المعينين من قبل زيلينسكي كانوا زملاء سابقين من شركة الإنتاج السابقة، كفارتال 95، بما في ذلك بكانوف ايفان هينادييوفيتش، الذي أصبح نائب رئيس خدمة أمن أوكرانيا. رفضت نائبة وزير الخارجية السابقة لانا زركال التعيين في منصب نائب رئيس الإدارة الرئاسية، لكنها وافقت على العمل كممثل أوكراني للمحاكم الدولية المتعلقة بروسيا. رفض البرلمان طلبات زيلينسكي باستبدال وزير الخارجية ووزير الدفاع والمدعي العام ورئيس جهاز الأمن الأوكراني. كما قام زيلينسكي بإقالة واستبدال 20 من حكام مقاطعات أوكرانيا البالغ عددها 24.

## الحرب الأوكرانية الروسية

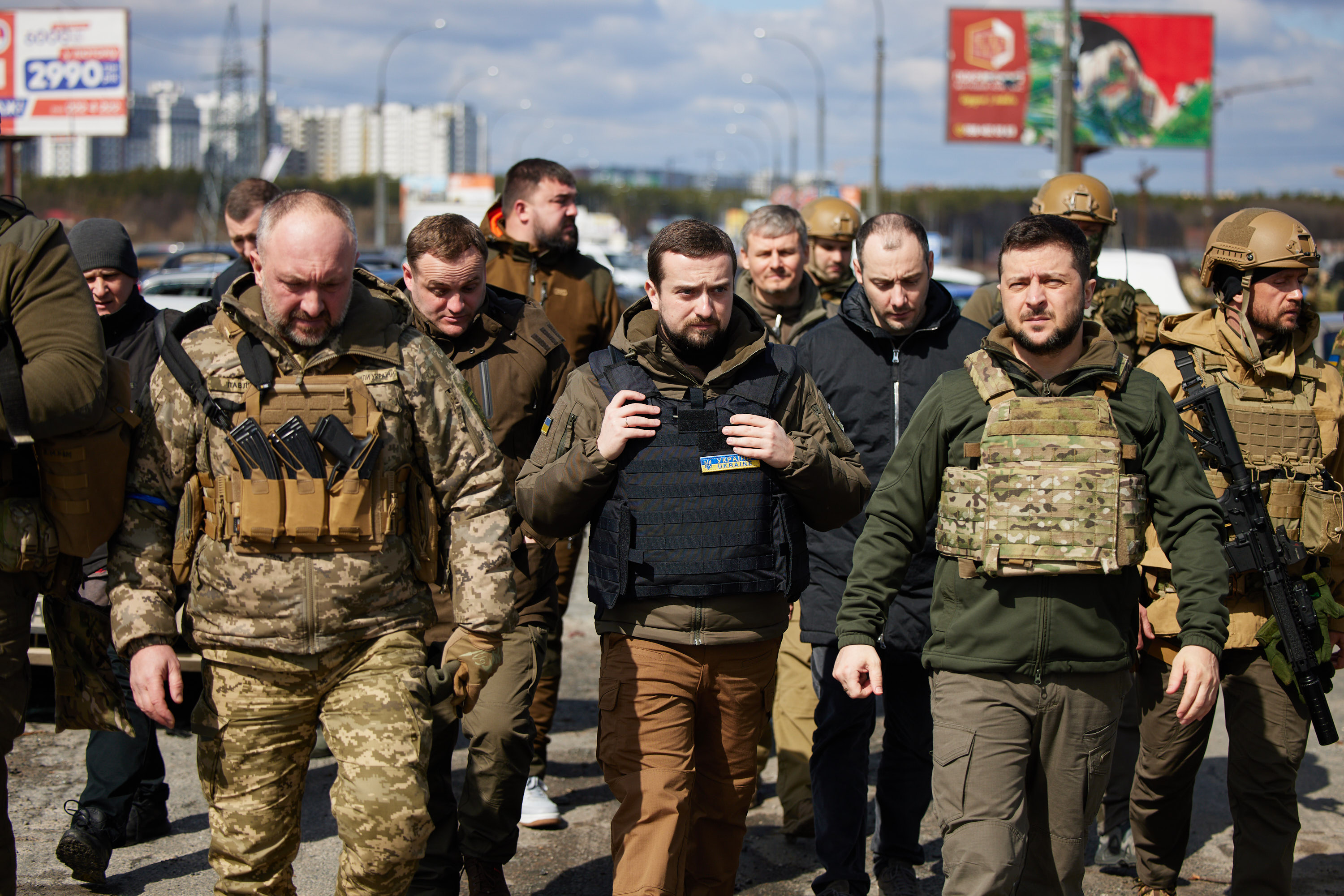
صورة لزيارة فولوديمير زيلينسكي الى بوتشا ، حيث تحدث إلى السكان المحليين والصحفيين

بعد ضمُّ روسيا لشبه جزيرة القرم في آذار/مارس 2014، واندلاع الحرب في دونباس وذلك في نيسان/أبريل 2014 إذ كانت روسيا تعمل على دعمِ أو حتى إنشاء «شبه دول» داخل الأراضي الأوكرانيّة ويتعلّق الأمر «بجمهوريتي» دونيتسك ولوهانسك الشعبيتين.
وافقَ الرئيس الأوكراني فولوديمير زيلينسكي في 14 أيلول/سبتمبر 2020 على استراتيجيّة الأمن القومي الجديدة لأوكرانيا والتي تنصُّ «على تطويرِ شراكة مميّزة مع الناتو بهدف الحصول على عضويّة داخل الحلف». وقَّع زيلينسكي في 24 آذار/مارس 2021 المرسوم رقم 117/2021 بالموافقة على «استراتيجيّةِ إنهاء الاحتلال وإعادة دمج [استرجاع] الأراضي المحتلّة لجمهورية القرم المتمتعة بالحكم الذاتي ومدينة سيفاستوبول».
وذلك أثار روسيا التي اعتبرت أنَّ انضمام أوكرانيا المحتمَل إلى الناتو وتوسيع الحلف بشكلٍ عامٍ يُهدّدان أمنها القومي. بدورها اتهمت أوكرانيا والدول الأوروبية الأخرى المجاورة لروسيا الرئيس بوتين بمحاولة استعادة الإمبراطورية الروسية/الاتحاد السوفيتي واتباع سياسات عسكريّة عدوانيّة.

## وصلات خارجية
- الموقع الرسمي
- Kvartal 95 نسخة محفوظة 31 March 2019 على موقع واي باك مشين.
- فولوديمير زيلينسكي في قاعدة بيانات الأفلام على الإنترنت
- مرات الظهور على سي-سبان
- https://telegram.me/V_Zelenskiy_official